# جالن راب
جالن راب (بالإنجليزية:Galen Rupp) هو لاعب قوى أمريكي ولد في الثامن من شهر مايو من عام 1986 في مدينة بورتلاند (أوريغون) الأمريكية. يشارك جالن في مسابقات ركض المسافات المتوسطة و الطويلة. شارك جالن في دورة الألعاب الأولمبية للناشئين في عام 2004 بسباق 5000 متر وحصل على المركز التاسع. وفي عام 2007 شارك جالن بالألعاب الأولمبية بسباق ال 10000 متر وحصل على المركز الحادي عشر. شارك جالن أيضا في دورة الألعاب الأولمبية الصيفية 2008 بسباق ال 10000 متر وحصل على المركز الثالث عشر بتوقيت قدره 27:36:99 دقيقة.

## أرقام قياسية شخصية
- 5000 متر - 13:06:86 - برمنغهام 2011.
- 10000 متر- 26:24:36 - 2014 .

## روابط خارجية
- جالن راب على موقع الاتحاد الدولي لألعاب القوى (الإنجليزية)
- جالن راب على موقع الاتحاد الأمريكي لسباقات المضمار والميدان (الإنجليزية)
- جالن راب على موقع الاتحاد الأمريكي لسباقات المضمار والميدان (الإنجليزية)
- جالن راب على موقع الدوري الماسي (الإنجليزية)
- جالن راب على موقع TFRRS.org (الإنجليزية)
- جالن راب على موقع اللجنة الأولمبية الدولية (الإنجليزية)
- جالن راب على موقع أوليمبيديا (الإنجليزية)
- جالن راب على موقع اللجنة الأولمبية والبارالمبية الأمريكية (الإنجليزية)